# Радчицьк
Радчицьк (біл. Радчыцк) — село в Білорусі, у Столинському районі Берестейської області. Орган місцевого самоврядування — Радчицька сільська рада.

## Населення
За переписом населення Білорусі 2009 року чисельність населення села становила 535 осіб.

## Особистості

### Народилися
- Роговий Михайло Іванович («Вовк», ? — 23 липня 1949), підрайонний провідник ОУН[2].